# Jean Abraham Chrétien Oudemans
Jean Abraham Chrétien Oudemans, född 16 december 1827 i Amsterdam, död 14 december 1906 i Utrecht, var en nederländsk astronom; bror till Cornelis Antonie Jan Abraham Oudemans.

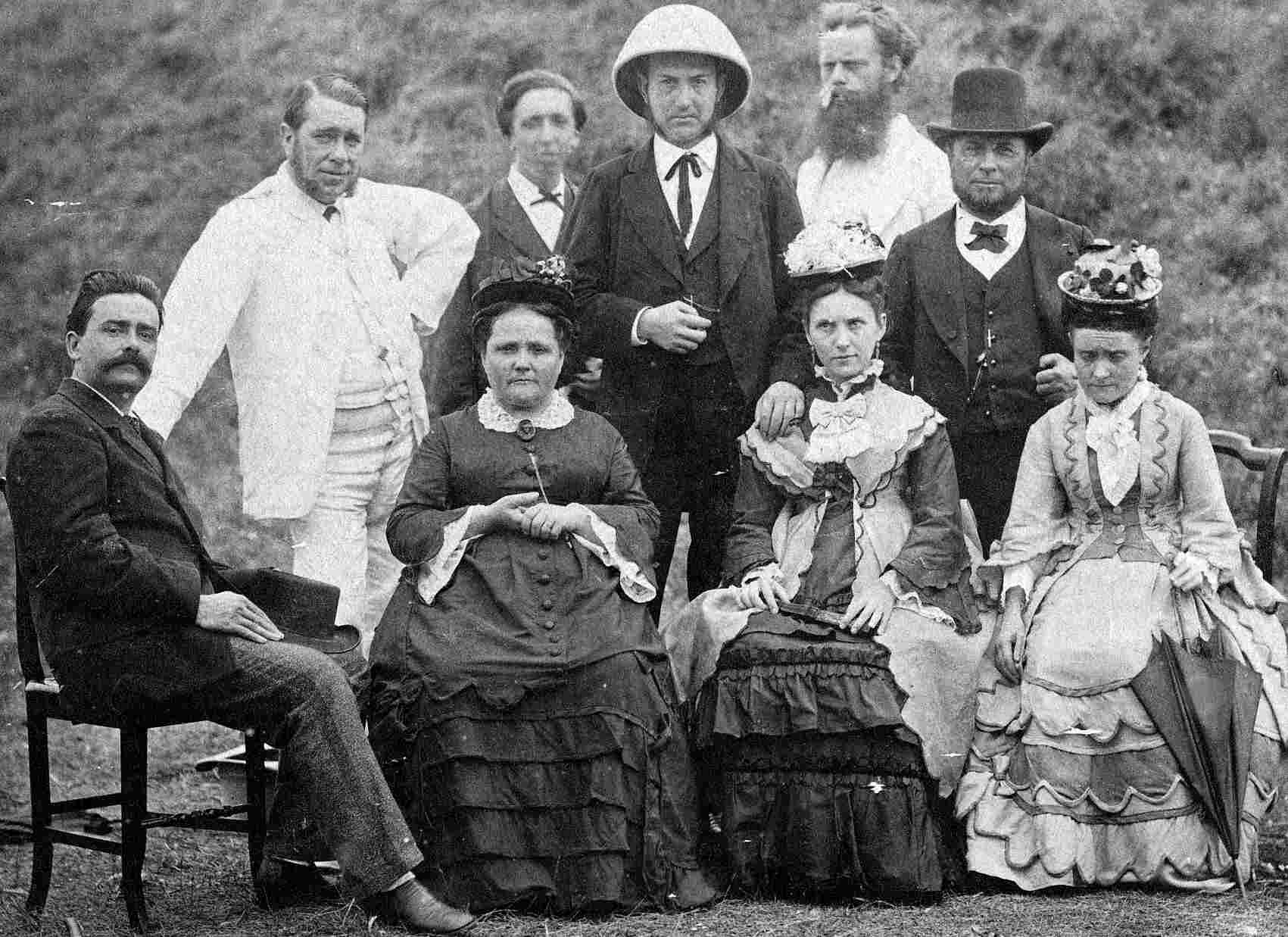
Oudemans expedition till Réunion 1874.

Oudemans blev 1853 observator vid observatoriet i Leiden, 1856 professor och direktor för observatoriet i Utrecht, 1857 överingenjör för de geografiska arbetena i Nederländska Indien, var 1875-98 ånyo professor och direktor för observatoriet i Utrecht.
Han utförde en mängd arbeten inom olika grenar av astronomin och geodesin. Hans främsta arbete var den geodetiska uppmätningen av Java. Resultaten av detta arbete är nedlagda i det stora verket Die Triangulation von Java (sex delar, 1875-1900). Bland hans rent astronomiska arbeten kan särskilt nämnas hans observationer över variabla stjärnor samt hans undersökningar över stjärnparallaxer. År 1874 studerade han Venuspassagen på Réunion, dock vid dåligt väder.

## Eftermäle
Nedslagskratern Oudemans på planeten Mars är uppkallad efter honom.